# Аляски маламут
Аляският маламут е порода едри домашни кучета (Canis lupus familiaris), първоначално развъждана в Аляска и използвана като впрегатни кучета. Понякога е бъркана с породата хъски, макар че двете се различават в много отношения.
Името му идва от названието на ескимоското племе маламути, обитаващо залива Коцебу на Чукотско море, което първо е започнало отглеждането на тази порода. Аляският маламут има силно телосложение и здрава мускулатура, и макар да не е сред най-бързите впрегатни кучета, той е издръжлив и е в състояние да тегли много тежки товари. Това масивно куче обикновено е с тегло 20 – 30 кг, оптимална височина 69 см при мъжките и 57 см при женските, има голяма глава, бадемовидни очи, средноголеми уши с триъгълна форма които са доста раздалечени едно от друго, гъста и остра козина преливаща от светлосиво към черно. Негоата муцунка не е чак толкова остра, за разлика от тази на сибирското хъски. Той е много дружелюбен, интелигентен и предан. Силно привързан към деца, той се държи покровителствено към тях и във всяка една ситуация е готов да ги защити. Трябва да се има предвид, че маламутът живее в глутница, следователно при него е важно да се установи йерархията в глутницата (като кучето възприема стопанина си също като част от глутницата). Затова не бива да се очаква от него да бъде куче пазач, напротив – той дружелюбно приема всеки новодошъл и агресия проявява единствено в случай, че новодошлият застраши целостта на глутницата.
Аляският маламут има нужда от големи пространства и движение затова трудно се адаптира към живот в апартамент или малка къща.